# Hermes Groep
Pour les articles homonymes, voir Hermès (homonymie).
 (octobre 2024).
Si vous disposez d'ouvrages ou d'articles de référence ou si vous connaissez des sites web de qualité traitant du thème abordé ici, merci de compléter l'article en donnant les références utiles à sa vérifiabilité et en les liant à la section « Notes et références ».
Hermes est une société néerlandaise de transports publics urbains et régionaux. Cette société est née en 1995 de la fusion de la société Zuidooster (ZO) avec Gennep et Verenigd Streekvervoer Limburg (VSL). Le siège du groupe se trouve à Eindhoven dans la province de Brabant-Septentrional.
Hermes est détenue à 75 % par la société Connexxion.
À partir de décembre 2012, Hermes assure le transport public dans les métropoles d'Arnhem et Nimègue.